# Shirin Ebadi

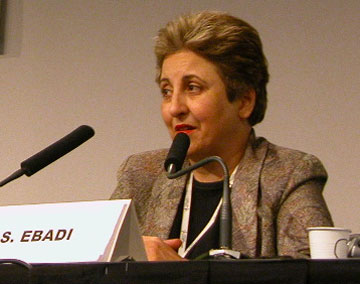
Shirin Ebadi la o conferinţă de presă în 2005

Shirin Ebadi (în persană: شيرين عبادى) (n. 21 iunie 1947, Hamadan, Iran) este o femeie-avocat din Iran, activistă pentru drepturile omului și fondatoare a Centrului pentru Apărarea Drepturilor Omului din Iran.
La 10 octombrie 2003 i s-a decernat Premiul Nobel pentru Pace pentru eforturile și demersurile sale în favoarea democrației și a drepturilor omului, vizând cu precădere femeile, copiii și refugiații.
Este prima femeie din Iran și prima femeie musulmană care a obținut acest prestigios premiu.
În 2009 autoritățile iraniene au dorit confiscarea acestui premiu, deși acest lucru nu a fost recunoscut oficial.
În această situație, avem de-a face cu primul caz din istorie când Premiul Nobel acordat unei persoane ar fi fost confiscat de autorități.
Din iunie 2009, Shirin Ebadi locuiește în Marea Britanie, ca urmare a persecuțiilor la care a fost supusă din partea guvernului iranian.